# Manuel José
Manuel José de Jesus da Silva (Vila Real de Santo António, 9 april 1946) is een voormalig Portugees voetballer en voetbaltrainer. Als voetballer kwam José onder anderen uit voor Benfica (1965–1969). Als clubtrainer won José met Al-Ahly een recordaantal van vier CAF Champions League-titels en wist hij vier finales van dit toernooi achter elkaar te bereiken, waarvan hij er drie won. Met Al-Ahly won José ook de CAF Super Cup in 2002, 2006, 2007 en 2009. José was tevens de eerste clubtrainer die met een Afrikaanse club een medaille (brons) wist te behalen tijdens de FIFA Club World Cup (editie 2006).
José trainde onder meer Sporting CP, Boavista, Benfica en Al-Ahly. Sinds 2011 was hij (opnieuw) trainer van Al-Ahly, de club waarmee hij in het verleden al succes had. Hij gaf leiding aan het Angolees voetbalelftal bij de strijd om de Africa Cup 2010 in eigen land, waar de ploeg strandde in de kwartfinale. Na zijn bondscoachschap trainde José nog Al-Ittihad, opnieuw Al-Ahly en Persepolis.

## Erelijst
Als speler
 Benfica
- Primeira Divisão: 1968/69

Als trainer
 Sporting de Espinho
- Segunda Divisão – Série Norte: 1978/79

 Boavista
- Supertaça Cândido de Oliveira: 1992
- Taça de Portugal: 1991/92

 Al-Ahly
- Premier League: 2004/05, 2005/06, 2006/07, 2007/08, 2008/09, 2010/11
- Beker van Egypte: 2005/06, 2006/07
- Egyptische Supercup: 2005, 2006, 2007, 2008
- CAF Champions League: 2001, 2005, 2006, 2008
- CAF Super Cup: 2002, 2006, 2007, 2009

Individueel
- Globos de Ouro – Beste Portugese Trainer: 2009
- CAF – Trainer van het Jaar: 2006

Onderscheidingen
- Medaille van Sport in de Eerste Klasse (uitgereikt door Egyptisch president Hosni Moebarak)
- Commandeur in de Order van Verdienste (uitgereikt door Portugees president Aníbal Cavaco Silva)